# Liste des gouverneurs de la Mongala

## Commissaire spéciale
- Marceline Mondjiba (Oct. 2015 - Avr. 2016)

## Gouverneurs
- Bienvenu Essimba Baluwa Bolea (Avr. 2016 - Jan. 2018)
- Louis Mbonga Magalu Engwanda (Jan. 2018 - Mai 2019)
- Crispin Ngbundu Malengo (Mai 2019 - Jan 2021)
- Marie Clémentine Sole Ekungola, a.i (Jan. 2021 - Fév. 2021)
- Crispin Ngbundu Malengo (Fév. 2021 - Mai 2021)
- Serge Mongulu Mandubola, a.i (Mai 2021 - Aout 2022)
- César Limbaya Mbangisa (Aout 2022 - Jan 2024)[1]
- Blaise Mongo Bosekonzo, a.i (Jan. 2024 - Avr. 2024)
- Jean Collins Makaka Papekaka (Avr. 2024 - en fonction)[2]